# Christin Meyer
Christin Meyer (14 oktober 2000) is een voetbalspeelster uit Duitsland. Ze speelt als aanvaller voor SV Werder Bremen in de Bundesliga.

## Clubcarrière
Christin Meyer begon met voetballen bij SV Rugensbergen waarvoor ze als enige meisje uitkwam in een jongensteam. Op 1 januari 2015 verliet ze deze club voor het onder 17 team van Hamburger SV. Na zes maanden kwam haar periode bij de club uit Hamburg alweer ten einde. In 2016 ging Meyer naar SV Henstedt-Ulzburg waarvoor ze uitkwam in de 2de Bundesliga Noord tot 30 juni 2018.
Op 1 juli 2019 werd Meyer gecontracteerd door FF USV Jena waarvoor ze voor het eerst ging uitkomen in de Bundesliga. In het seizoen 2019/20 ging FF USV Jena over in FC Carl Zeiss Jena en Meyer maakte ook deze overstap. In medio 2021 stapte Meyer over naar SV Werder Bremen waarmee ze weer uitkwam in de Bundesliga. Ze maakte haar debuut voor de club uit Bremen op 29 augustus 2021 in een uitwedstrijd tegen FC Bayern München door in de 60ste minuut in te vallen voor Rieke Dieckmann. Op 30 oktober 2022 maakte Meyer haar eerste doelpunt in de Bundesliga. Ze bepaalde de eindstand op 2-3 in het voordeel van VfL Wolfsburg.

## Statistieken
| Seizoen | Club                          | Competitie     | Competitie | Competitie | Beker | Beker | Overig | Overig | Totaal | Totaal |
| Seizoen | Club                          | Competitie     | Wed.       | Dlp.       | Wed.  | Dlp.  | Wed.   | Dlp.   | Wed.   | Dlp.   |
| ------- | ----------------------------- | -------------- | ---------- | ---------- | ----- | ----- | ------ | ------ | ------ | ------ |
| 2016/17 | SV Henstedt-Ulzburg           | 2de Bundesliga | 20         | 3          | 1     | 0     | 0      | 0      | 21     | 3      |
| 2017/18 | SV Henstedt-Ulzburg           | 2de Bundesliga | 22         | 8          | 1     | 1     | 0      | 0      | 23     | 9      |
| 2019/20 | USV Jena / FC Carl Zeiss Jena | Bundesliga     | 21         | 3          | 2     | 0     | 0      | 0      | 23     | 3      |
| 2020/21 | USV Jena / FC Carl Zeiss Jena | Bundesliga     | 11         | 5          | 1     | 0     | 0      | 0      | 12     | 5      |
| 2021/22 | SV Werder Bremen              | Bundesliga     | 19         | 0          | 1     | 0     | 0      | 0      | 20     | 0      |
| 2022/23 | SV Werder Bremen              | Bundesliga     | 16         | 2          | 2     | 1     | 0      | 0      | 18     | 3      |
| 2023/24 | SV Werder Bremen              | Bundesliga     | 13         | 0          | 1     | 1     | 0      | 0      | 14     | 1      |
| Totaal  | Totaal                        | Totaal         | 122        | 21         | 9     | 3     | 0      | 0      | 131    | 24     |

Bijgewerkt t/m 25 mei 2024.

## Interlandcarrière
Christin Meyer kwam tienmaal uit voor Duitsland onder 19. Hierin wist ze eenmaal tot scoren te komen.
1 Peng ·
3 Janzen ·
5 Ulbrich ·
6 Wichmann ·
8 Weiß ·
9 Weidauer ·
10 Mahmoud ·
11 Sternad ·
13 Walkling ·
14 Brandenburg ·
15 Sehan ·
16 Bernhardt ·
17 Dahl ·
18 Hausicke ·
19 Matheis ·
20 Meyer ·
21 Hahn ·
22 Dieckmann ·
23 Németh ·
27 Lührßen ·
28 Wirtz ·
29 Kunkel ·
31 Etzold ·
32 Pettersen ·
33 Pérez Jaramillo ·
37 Dahms ·
39 Behrens ·
Coach: Horsch